# ATP Challenger Aschaffenburg
Das ATP Challenger Aschaffenburg (offiziell: Rhein-Main Challenger) war ein Tennisturnier, das von 1999 bis 2004 jährlich in Aschaffenburg stattfand. Es gehörte zur ATP Challenger Tour und wurde im Freien auf Sand gespielt.

## Liste der Sieger

### Einzel
| Jahr | Sieger           | Finalgegner     | Ergebnis        |
| ---- | ---------------- | --------------- | --------------- |
| 2004 | Leonardo Azzaro  | Tobias Summerer | 6:4, 6:77, 7:62 |
| 2003 | Dieter Kindlmann | Marcello Craca  | 6:3, 6:4        |
| 2002 | Olivier Mutis    | Potito Starace  | 6:4, 6:0        |
| 2001 | Simon Greul      | Martin Verkerk  | 7:65, 6:2       |
| 2000 | Nicolas Coutelot | Luis Horna      | 6:72, 6:2, 6:1  |
| 1999 | René Nicklisch   | Luis Horna      | 3:6, 6:2, 7:67  |

### Doppel
| Jahr | Sieger                             | Finalgegner                           | Ergebnis        |
| ---- | ---------------------------------- | ------------------------------------- | --------------- |
| 2004 | Ota Fukárek Jan Vacek              | Kornél Bardóczky Gergely Kisgyörgy    | 3:6, 6:4, 6:3   |
| 2003 | Karsten Braasch Franz Stauder      | Jan Frode Andersen Philipp Petzschner | 6:4, 7:5        |
| 2002 | Diego del Río Andrés Schneiter     | Kornél Bardóczky Zoltán Nagy          | 6:3, 3:6, 6:3   |
| 2001 | Aleksandar Kitinov Dušan Vemić     | Karsten Braasch Franz Stauder         | 6:73, 6:4, 7:66 |
| 2000 | Petr Luxa David Škoch              | Marcus Hilpert Vaughan Snyman         | 6:2, 6:3        |
| 1999 | Francisco Cabello Michael Kohlmann | Vincenzo Santopadre Cristiano Testa   | 1:6, 6:3, 6:4   |